# リジェ・JS29
リジェ・JS29 (Ligier JS29) は、リジェチームが1987年シーズンのF1参戦に用いたフォーミュラカーである。デザイナーはミッシェル・テツとミシェル・ボイジョン。最高成績は6位。

## 概要

### 開発
JS29は当初、新型のアルファロメオ415T 4気筒ツインターボエンジンを搭載し参戦する(ツインターボはこの年からの過給圧規制により、シングルターボでは出力不足と考えられていたため。)予定であった。計画では開幕戦ブラジルGPでアルファ・ロメオ890T V8エンジンを搭載してデビューし、415Tが準備できるまでそれで戦うことになっていた。また、アルファロメオはリジェにエンジンを供給する条件として、イタリアンのピエルカルロ・ギンザーニの起用を求め、リジェはそれに従った。JS29はミシェル・テツにとってリジェでの3作目だった。フロントサスペンションのダンパーがドライバーのひざ上に置かれた配置を採用し、足と平行方向にマウントされたダンパーをプッシュロッドで動かす当時はまだ少数派の独特な配置とされ、マシンのカラーリングは濃いフレンチ・ブルーの美しい仕上がりを見せていた。サイドポンツーン内部は左右で完全に異なる働きをする構造で、左側はターボチャージャーの冷却、右側はエンジン全体の冷却口となっていた。
チームは4月の開幕戦に向けてテスト走行を繰り返した。しかし、ブラジル合同テストで試走したルネ・アルヌーが「最低のエンジンだ。ピットから出ることもできなかった。だいたいホンダは何十人ものエンジニアを連れてきているのに、アルファからはたった1人しか来てない。こんなんじゃ走るワケがない。」と発言したとする記事がイタリアの雑誌に掲載された。これを見たアルファロメオの親会社フィアットは「アルファの名誉を傷つけられた」として、リジェとのプロジェクトから手を引く口実とした。当時の報道では、フィアットはアルファロメオに同じく傘下であるフェラーリのライバルになって欲しくなかった為と、アルファロメオをグループAに専念させたかったため手を引いたとされた。またギ・リジェも実際に全く走らなかったアルファエンジンに頭を抱えており、アルヌーの発言と記事は両者にとって好都合だった。エンジンがアルファロメオではなくなっても、ドライバーのギンザーニはリジェでの運転が継続されることになった（前年途中で足に重傷を負い離脱したリジェのレギュラー、ジャック・ラフィットのF1復帰が可能になった場合途中交代する計画だった）。

### シーズン経過
こうしてリジェは'87シーズン開幕直前にエンジンを失い、新たにエンジンを確保しなければならなくなった。開幕戦を欠場し、その期間に前年でF1撤退したBMWから直4ターボエンジンを買い取ってF1に乗り出していたアメリカ資本のメガトロン直4ターボエンジンを確保。メガトロンエンジンの実務はスイスのエンジンチューナー、ハイニー・マーダーが担当することになっていた。メガトロンを搭載したマシンはJS29Bと名付けられた。第2戦サンマリノGPまでの3週間で、リジェはエンジン換装作業だけでなく、この期間を利用してシャシーにイギリスのアドバンスト・コンポジット社の協力で大幅な修正を加え、機能性の向上を目指した。しかし予選を21位で通過したアルヌーは、サンマリノGP決勝を前にマシントラブルが発生し、参加することが出来なかった。続く第3戦ベルギーGPでアルヌーはJS29Bで決勝6位となり、リジェにとってこの年唯一となる1ポイントを獲得した。メガトロンエンジンは充分なパワーと軽量さが長所であったものの、燃費と信頼性が大きな弱点で、同型のエンジンを搭載したアロウズと同様、エンジントラブルが非常に多く、この年のリジェの大きな悩みとなった。
JS29Bは第5戦デトロイトGPが最後の実戦使用となり、7月第1週に開催の母国GPである第6戦フランスGPからは最終型JS29Cにアップデートされた。JS29Cはサイドポンツーン内の機器配置が大きく変えられ、大型ラジエーターの設置方向や角度も完全に変えられていた。また、リジェが製造した最後のターボ付きエンジンのマシンでもあった。しかし9月になるとオーナーのギ・リジェはメガトロンエンジンへの不満も大きくなり、チューナーのハイニ・マーダーとの関係が険悪なものになっていた。ギ・リジェはそれまでも完走できないことが多いエンジンに業を煮やしていたが、第11戦イタリアGPでチームが新しいデファレンシャルギアを投入した結果、シャシーバランスが良好な方向に変化した。決勝レースでも8位と10位で2台完走を果たすまずまずの結果を残したが、ギ・リジェは「チームの新パーツの成果をエンジンが台無しにしている」と感じ、ハイニ・マーダーとの亀裂は決定的なものになった。
第15戦日本GPでは、アルヌーがスタートでラルース・ローラのフィリップ・アリオーをフェンスへと追い出し、準地元レースだったレイトンハウス・マーチのイヴァン・カペリとはヘアピンで接触、リタイアに追い込まれたカペリは激怒した。アルヌーは痛めたタイヤを交換してレースを続行し、7周を残してガス欠でリタイアとなったが、レース後JS29Cに燃費を無視したフル・ブーストの加給圧を掛けて走らせていたことが判明し「僕は絶対に、このレースでは負けるわけにはいかなかったんだ」との謎めいた発言を残した。最終戦オーストラリアGPではギンザーニがレース序盤にしてエンジントラブルが発生しリタイア、アルヌーもレースの半分で電気系統トラブルのため全滅となり、JS29Cのグランプリ参戦は終了した。
1988年は、JS29Cに代わって開幕戦からジャッド・CVエンジンを搭載した新車JS31が投入された。

## F1における全成績
(key) （太字はポールポジション）
| 年     | シャシー    | エンジン                     | タイヤ | No. | ドライバー | 1   | 2   | 3   | 4   | 5   | 6   | 7   | 8   | 9   | 10  | 11  | 12  | 13  | 14  | 15  | 16  | ポイント | 順位 |
| ------ | ----------- | ---------------------------- | ------ | --- | ---------- | --- | --- | --- | --- | --- | --- | --- | --- | --- | --- | --- | --- | --- | --- | --- | --- | -------- | ---- |
| 1987年 | JS29B JS29C | メガトロン M12/13 1.5 L4 t/c | G      |     |            | BRA | SMR | BEL | MON | DET | FRA | GBR | GER | HUN | AUT | ITA | POR | ESP | MEX | JPN | AUS | 1        | 11   |
| 1987年 | JS29B JS29C | メガトロン M12/13 1.5 L4 t/c | G      | 25  | アルヌー   | WD  | DNS | 6   | 11  | 10  | Ret | Ret | Ret | Ret | 10  | 10  | Ret | Ret | Ret | Ret | Ret | 1        | 11   |
| 1987年 | JS29B JS29C | メガトロン M12/13 1.5 L4 t/c | G      | 26  | ギンザーニ | WD  | Ret | 7   | 12  | Ret | Ret | DSQ | Ret | 12  | 8   | 8   | Ret | Ret | Ret | 13  | Ret | 1        | 11   |

- イギリスGPでギンザーニは予選1日目に燃料切れでコース上にストップした際、メカニックがコース上で給油し再出走したことがレギュレーション違反とされ失格となった。

## 参照
1. ↑  Ligier JS29C F1stats
2. ↑  1987 Ligier JS29 AlfaRomeo UnracedF1 2020年11月21日
3. 1 2 3 4  LIGIER LOTO フレンチブルーに栄光あれ グランプリ・エクスプレス '87フランスGP号 20-21頁 1987年7月20日発行
4. ↑  リジェJS29は機能性アップしてサンマリノで再デビュー グランプリ・エクスプレス '87サンマリノGP号 4頁 1987年5月20日発行
5. 1 2  リジェとマーダーの泥沼の闘い グランプリ・エクスプレス '87イタリアGP号 27頁 1987年9月25日発行
6. ↑  決勝LIVE REPORT by Alan Henry F1GPX '87年日本GP号 8頁 山海堂 1987年11月15日発行

書籍
- Roebuck, Nigel (ed.) (1988). Grand Prix World Championship 1987-88. Garry Sparke & Associates. ISBN 0-908081-27-8